# Félix Jorge
Pour les articles homonymes, voir Jorge.
 (juillet 2017).
Félix De Jesus Jorge Estevez (né le 2 janvier 1994 à Santiago, République dominicaine) est un lanceur droitier des Twins du Minnesota de la Ligue majeure de baseball.

## Carrière
Félix Jorge signe son premier contrat professionnel en février 2011 avec les Twins du Minnesota. Il amorce sa carrière professionnelle en ligues mineures dès 2011 avec des clubs affiliés aux Twins. Il gradue pour la première fois au niveau Double-A en 2016 et amorce la saison 2017 à cet échelon des mineures avec les Lookouts de Chattanooga. 
Jorge est le premier joueur des Twins à faire ses débuts dans le baseball majeur comme lanceur partant sans avoir joué au niveau Triple-A des mineures depuis Brad Thomas, 16 ans plus tôt en 2001. Il joue son premier match pour Minnesota le 1er juillet 2017 et est le lanceur gagnant après avoir lancé 5 manches dans une victoire de 10-5 sur les Royals de Kansas City.